# Chlupačkova vila
Chlupačkova vila (též Chlupaczkova vila nebo vila Chlupaček) je novobarokní dvojvila (čp. 155/3 a 156/5) v krnovské Textilní ulici.

## Historie
Investor Johann Chlupaček byl vlastníkem jedné z největších textilních továren v Krnově. V roce 1891 oslovil architekta Ernsta Latzela s poptávkou na dvě rodinné vily: jednu pro sebe (čp. 156, situovaná východněji) a druhou pro syna Aloise (čp. 155, situovaná západněji), který se na vedení textilní firmy Johann Chlupaček & Sohn rovněž podílel. V roce 1923 požádal Alois Chlupaček, který měl tou dobou tři děti, architekta Leopolda Bauera o přístavbu ke své vile, aby měla rodina víc prostoru. Bauer nicméně přišel s návrhem, jak vily vzájemně propojit a přístavu umístit mezi ně. Přístavba pak byla realizována v letech 1924–26.
Za druhé světové války byl majetek rodině zabaven kvůli židovskému původu manželky Aloise Chlupačka. V padesátých letech se pak vila dostala do vlastnictví Závodů S. K. Neumanna a sloužila jako jesle, poté ordinace závodního lékaře a pak kanceláře tohoto podniku. Od roku 1958 byla chráněna jako kulturní památka, v roce 1987 ale byla památková ochrana zrušena.
V současné době (2025) je objekt v soukromém vlastnictví, prochází postupnou rekonstrukcí a při zvláštních příležitostech, jakými jsou například komentované prohlídky městem organizované Turistickým informačním centrem Krnov, je zpřístupněn veřejnosti.

## Architektura
Původní dva objekty z konce 19. století jsou novobarokní. Jednalo se o samostatně stojící domy na ornamentálním půdorysu s mansardovou střechou s vikýři. V uličním průčelí jsou nápadné zejména nárožní válcové věžičky a v centrální ose fasády ornamentálně rámované niky se sochami ženských postav. Po jejich stranách jsou sdružená podvojná okna s maskarony, girlandami, volutami a zvlněnými nadokenními římsami. Boční průčelí jsou zvýrazněna rizality se štítem. Zahradní průčelí mají v přízemí prosklené rizality a nad nimi v patře balkony, nad balkonovými dveřmi jsou zvlněné štíty s vázami. K proskleným rizalitům vedou ze zahrady dvojkřídlá zakřivená schodiště.
Přístavba z dvacátých let 20. století se přizpůsobuje novobaroknímu stylu starších objektů a tvoří v uličním průčelí cylindrický rizalit se třemi okny přes dvě patra, zakončenými půlkruhovými záklenky. Po stranách jsou dva pravoúhlé vstupy a nad nimi terasy se zábradlím. V zahradním průčelí tvoří přístavba mělký rizalit s pěti půlkruhově uzavřenými okny. Střecha je plochá, což prozrazuje novější dobu vzniku oproti starším objektům.
Prostor dostavby je čtrnáct metrů dlouhý a šest metrů vysoký a je rozdělen na dvě horizontální úrovně propojené dvojramenným schodištěm. Přízemní část haly měla reprezentativní charakter. Prostoru dominovala vysoká vitrážová okna s motivy z Kouzelné flétny, vytvořené vídeňským malířem Franzem Wacikem. Horní část haly byla zaklenutá kupolí s vitrážovým vrchlíkem a měla soukromější charakter. Byl v ní umístěn krb s pískovcovým reliéfem Heliova slunečního vozu od sochaře Paula Stadlera a nabízela přístup do jídelny a salónu. Jídelna byla obložena mramorem, stěny potaženy žlutým hedvábím a neoklasicistní nábytek byl z ořechového dřeva. Salón měl hudební část s pianem, gramofonem a mahagonovým nábytkem a odpočinkovou část s krbem z šedého mramoru a rohovou pohovkou. Z exteriéru a interiéru přístavby je zřejmé, že architekt Leopold Bauer v případě této stavby opustil střídmé principy modernismu, typické pro 20. léta 20. století, a stavbu naopak koncipoval jako tvarově i materiálově velmi bohatou.